# Beatriz da Silva
Beatriu de Silva, nascuda Beatriz de Menezes da Silva (Ceuta o Campo Maior, Portugal, 1424 - Toledo, 17 d'agost de 1491), va ser una santa portuguesa, fundadora de l'Orde de la Immaculada Concepció o de les monges concepcionistes. Va ser proclamada santa el 1976, per Pau VI.

## Vida
No hi ha acord entre els investigadors sobre si va néixer a Ceuta (llavors portuguesa) o a Campo Maior, Portugal. Era filla dels nobles Ruy Gomez de Silva i Isabel de Menezes. El seu pare va rebre el 1433 el nomenament de batlle de Campo Maior per la qual cosa es pot inferir que es va traslladar a la ciutat al principi de 1434, quan tenia deu anys. Però altres estudis historiogràfics aposten per la hipòtesi del naixement de Beatriu cap el 1437 quan la família ja vivia a Campo Maior.
El seu germà Amadeu va ser frare i reformador de l'Orde de Frares Menors i fundador de la congregació amadeïta.

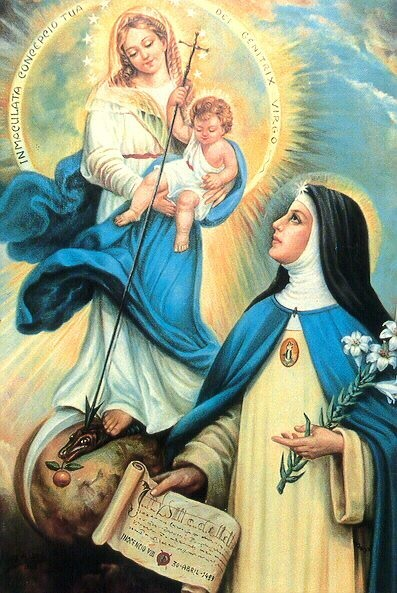
Estampa devocional amb la santa contempla la Mare de Déu.

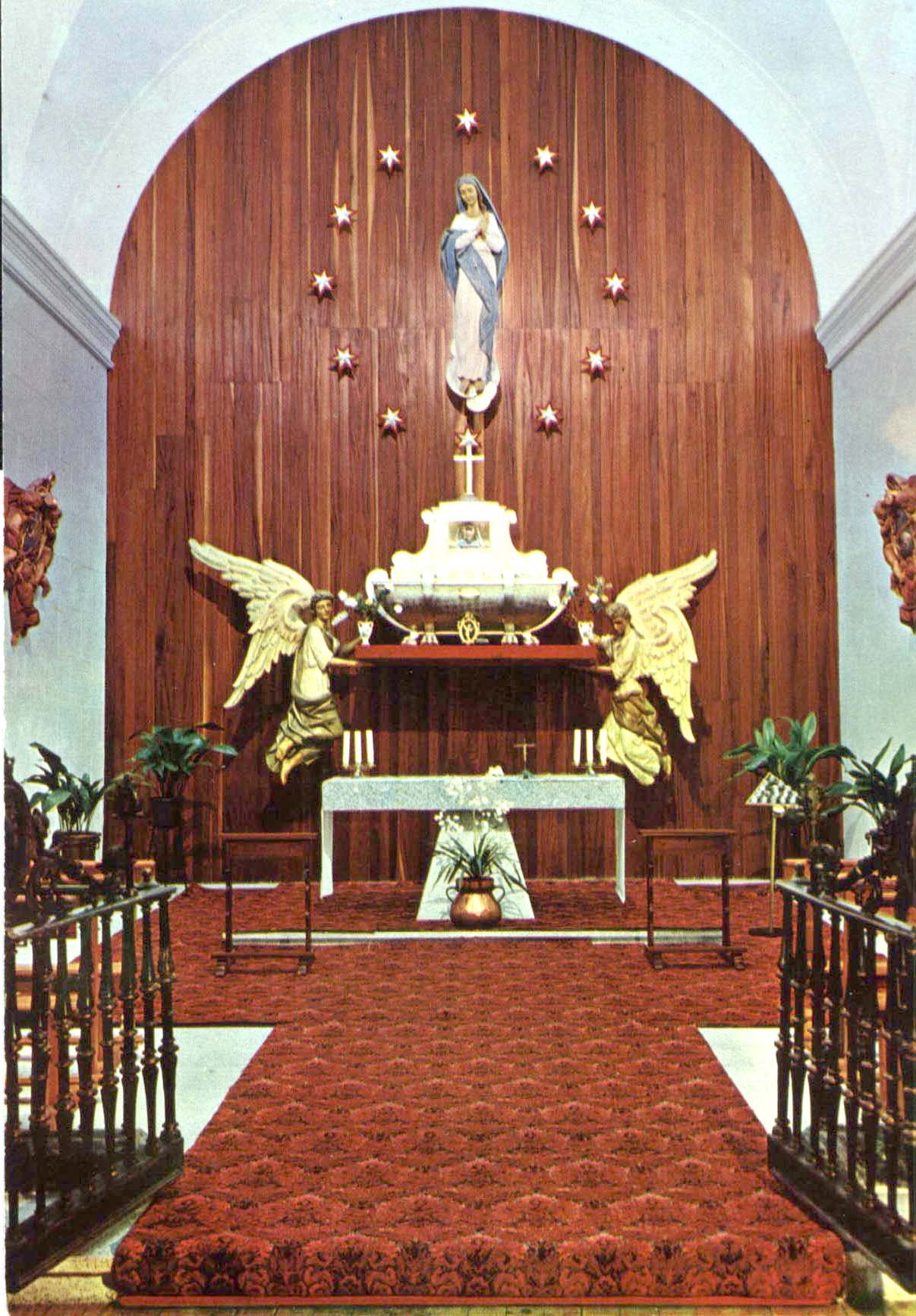
Tomba de la santa al convent franciscà de Toledo (se'n conserva només el crani).

El 1447 va ser cridada a la cort com a dama de companyia de la princesa Isabel de Portugal i de Bragança (1428-1496), neta del rei Joan I de Portugal i mare de la futura reina Isabel de Castella.
Quan Isabel va ser reina, Beatriu va ser víctima de les seves intrigues: la reina, gelosa de la bellesa de la seva confident, va voler eliminar-la. Segons la tradició, va tancar-la en un bagul perquè s'hi ofegués. Va ser trobada després de tres dies, però viva: Beatriu deia que havia invocat la Mare de Déu i aquesta li havia salvat la vida a canvi que ella fundés un orde religiós que celebrés el misteri de la Immaculada Concepció de Maria.
Beatriu va perdonar la reina i, al voltant del 1454 es va retirar, sense prendre vots religiosos, al monestir de les monges dominiques de Toledo, on visqué fins al final de la seva vida. Isabel I de Castella li va cedir un edifici, el palau de Galiana, perquè hi edifiqués un nou convent dedicat a la Immaculada Concepció, advocació de la qual Beatriu era molt devota. En instal·lar-s'hi, Beatriu va fundar un nou orde religiós anomenat Orde de la Immaculada Concepció.
El 30 d'abril de 1489, Innocenci VIII n'autoritzà l'erecció amb la butlla Inter universa i els donà permís perquè adoptessin la regla cistercenca, a la qual afegiren el deure de recitar diàriament l'ofici de la Immaculada Concepció.
Beatriu morí poc temps després, en 1491, abans de fer la professió com a monja. Poc després, em 1494, el monestir va adoptar la regla de les monges clarisses, essent conegudes des de llavors com a concepcionistes franciscanes.

## Veneració
Des de la seva mort va ser tinguda per santa i el seu cos, al convent franciscà de la Concepció de Toledo, va ser objecte de culte. Aquesta veneració popular va ser confirmada per Pius XI el 28 de juliol de 1926; el 3 d'octubre de 1976 va ser canonitzada per Pau VI.
La seva festivitat és el 16 d'agost. Se sol representar amb l'hàbit de l'orde: túnica blanca, capa blava i vel negre, i amb una branca de lliris blancs, símbol de puresa. També sol tenir un estel al front, per una llegenda que deia que en morir, es va poder veure aquest estel sobre seu, i portant un escapulari de la Mare de Déu i la butlla fundacional de l'orde.L'Ordre de la Immaculada Concepció es va estendre pel Nou Món a partir del 1540 i actualment compta amb uns cent trenta-cinc monestirs i mes de tres-mil monges.

## Literatura
Tirso de Molina a Doña Beatriz de Silva i Blas Fernández de Mesa a La fundadora de la Santa Concepción van portar la seva vida al teatre segons el model de l'Arte Nuevo de Hacer Comedias de Lope de Vega.